# Néo-Destour
Le Néo-Destour (arabe : الحزب الحر الدستوري الجديد) est un parti politique tunisien actif de 1934 à 1964.

## Histoire
Il est fondé le 2 mars 1934, son premier congrès se déroulant dans la maison d'un proche de Habib Bourguiba, Ahmed Ayed, notable de Ksar Hellal, à la suite d'une scission du Destour par un groupe de jeunes intellectuels dont Bourguiba, Mahmoud El Materi, Tahar Sfar et Bahri Guiga. Le parti vise à l'origine à libérer le peuple tunisien du protectorat français. Dans un message du 24 juin 1934, le résident général de France en Tunisie, Marcel Peyrouton, prévient les contrôleurs civils qu'un nouveau parti vient de naître et que son objectif est de « libérer l'État husseinite du protectorat français ».
Peyrouton, futur ministre de l'intérieur du régime de Vichy, ne tarde pas à porter des coups sévères au Néo-Destour, dès le 3 septembre 1934, suivie d'autres affrontements en 1938, 1943 et 1952.
Le début de l'année 1952 est marqué par une démarche auprès de l'ONU, qui est très mal vécue par les autorités françaises, entrainant plusieurs séries d'arrestations qui culminent avec celle de quatre ministres lors du coup de force du 26 mars.
Le Néo-Destour organise par le biais de ses partisans armés une campagne d'assassinats contre des colons en réaction aux meurtres de Tunisiens puis participe aux négociations avec le gouvernement Mendès France qui plafonne à quatre ministres sa participation au gouvernement Ben Ammar qui en a la charge au moment du discours de Carthage de Pierre Mendès France.
Après l'indépendance obtenue le 20 mars 1956, l'élection de l'assemblée constituante, le 25 mars, donne tous les sièges au Néo-Destour qui peut ainsi diriger la Tunisie sous l'impulsion de son président, Bourguiba, qui prend la présidence de l'assemblée le 8 avril. Il érige alors les fondements de l'État moderne, fait proclamer la République le 25 juillet 1957 et fait adopter une Constitution le 1er juin 1959. Le parti remporte également les élections à l'Assemblée nationale le 8 novembre 1959.
Dans la ligne des orientations socialistes du président Bourguiba, le Néo-Destour devient le Parti socialiste destourien (PSD) en 1964.

## Congrès
- 2 mars 1934 à Ksar Hellal : Congrès de Ksar Hellal
- 30 octobre-2 novembre 1937 à Tunis : Congrès de la rue du Tribunal
- 17-18 octobre 1948 à Tunis : Congrès de Dar Slim
- 18 janvier 1952 à Tunis (clandestin) : Congrès de Sidi Mahrez
- 15-18 novembre 1955 à Sfax[6] : Congrès de la Vérité
- 2-4 mars 1959 à Sousse : Congrès de la Victoire
- 19-22 octobre 1964 à Bizerte (devient le PSD) : Congrès du Destin

## Dirigeants

### Présidents
- 2 mars 1934-3 janvier 1938 : Mahmoud El Materi
- 17 octobre 1948-19 octobre 1964 : Habib Bourguiba

### Secrétaires généraux
- 2 mars 1934-17 octobre 1948 : Habib Bourguiba
- 17 octobre 1948-8 octobre 1955 : Salah Ben Youssef
- 8 octobre 1955-19 octobre 1964 : Bahi Ladgham

### Directeurs
- 17 octobre 1948-19 novembre 1955 : Mongi Slim
- 19 novembre 1955-août 1956 : Taïeb Mehiri
- août 1956-19 octobre 1964 : Abdelmajid Chaker

## Résultats électoraux

### Élection présidentielle
| Année | Candidat        | Voix      | %     | Résultat |
| ----- | --------------- | --------- | ----- | -------- |
| 1959  | Habib Bourguiba | 1 005 769 | 100 % | Élu      |

### Élections législatives
| Année | Voix      | %       | Rang | Sièges  | Gouvernements |
| ----- | --------- | ------- | ---- | ------- | ------------- |
| 1956  | 597 763   | 98,70 % | 1er  | 98 / 98 | Bourguiba I   |
| 1959  | 1 002 298 | 99,70 % | 1er  | 90 / 90 | Bourguiba II  |